# ゼニヤッタステークス
ゼニヤッタステークス（Zenyatta Stakes）は、アメリカ合衆国カリフォルニア州のサンタアニタ競馬場にて、9月末に開催される競馬の平地競走である。出走条件は3歳以上牝馬、競走格付けはG2。

## 概要
ブリーダーズカップ・ディスタフなどG1競走11勝を挙げて1992年に殿堂入りしたレディーズシークレットを記念し、翌1993年に「レディーズシークレットハンデキャップ」として創設された。その施行時期からブリーダーズカップ・ディスタフへの西海岸におけるプレップレース（前哨戦）として年々重要性が高まり、2007年よりG1に昇格。これに伴い負担重量がハンデキャップ制から定量制に変更され、競走名もレディーズシークレットステークスに改称された。
2009年の暮れには、本レースを連覇しブリーダーズカップ・クラシックを史上初めて牝馬として優勝したゼニヤッタの功績を讃えるため、競走名を「ゼニヤッタステークス」に改称する旨が発表された。しかし、この発表の後ゼニヤッタは既に発表されていた引退を撤回し現役を続行。「ゼニヤッタステークス」への出走が現実味を帯びてきた中、ゼニヤッタ陣営から「改名は名誉だが、前のレース名でゼニヤッタを走らせたい」旨が伝えられ、改名は撤回された。ゼニヤッタの引退後、当初の予定通り2012年にゼニヤッタステークスに改称された。
2007年から2021年、及び2025年からはブリーダーズカップ・チャレンジシリーズにおいてブリーダーズカップ・ディスタフへの前哨戦に指定され、優勝馬にはブリーダーズカップ登録の有無に関わらず、同競走への優先出走権が与えられている。

## 歴史
- 1993年 ダート8.5ハロンの牝馬限定戦「レディーズシークレットハンデキャップ」として創設。
- 1994年 ハリウッドワイルドキャットが史上初の連覇。
- 1995年 G3競走に格付け。
- 1996年 G2競走に昇格。
- 2006年 ヘルシーアディクションが史上2頭目の連覇。
- 2007年
  - G1競走に昇格。
  - 競走名を「レディーズシークレットステークス」に改称。
  - ブリーダーズカップ・チャレンジ競走に指定(2022年から2024年を除く)。
  - この年からオールウェザー馬場で施行。
- 2009年 ゼニヤッタが史上3頭目の連覇。
- 2010年 サンタアニタ競馬場の改修に伴いハリウッドパーク競馬場で開催。ゼニヤッタが史上初の3連覇。
- 2012年 競走名を「ゼニヤッタステークス」に改称。
- 2019年 G2競走に降格[1]。

## 歴代優勝馬
| 年度   | 優勝馬            | 日本語読み                 | 性齢 | タイム  | 優勝騎手                 | 管理調教師             |
| ------ | ----------------- | -------------------------- | ---- | ------- | ------------------------ | ---------------------- |
| 1993年 | Hollywood Wildcat | ハリウッドワイルドキャット | 牝3  | 1:41.05 | エディー・デラフーセイ   | ニール・ドライスデール |
| 1994年 | Hollywood Wildcat | ハリウッドワイルドキャット | 牝4  | 1:40.61 | エディー・デラフーセイ   | ニール・ドライスデール |
| 1995年 | Borodislew        | ボロディスルー             | 牝5  | 1:41.61 | ゲイリー・スティーヴンス | エドゥアルド・インダ   |
| 1996年 | Top Rung          | トップラング               | 牝5  | 1:41.84 | アーリー・ファイアーズ   | ウィリアム・プロクター |
| 1997年 | Sharp Cat         | シャープキャット           | 牝3  | 1:41.45 | アレックス・ソリス       | ウェイン・ルーカス     |
| 1998年 | Magical Allure    | マジカルアルアー           | 牝3  | 1:42.55 | デヴィッド・フローレス   | ボブ・バファート       |
| 1999年 | Manistique        | マニスティーク             | 牝4  | 1:42.39 | コーリー・ナカタニ       | ジョン・シレフス       |
| 2000年 | Smooth Player     | スムースプレイヤー         | 牝4  | 1:42.27 | エディー・デラフーセイ   | ダニー・ヘンドリック   |
| 2001年 | Queenie Belle     | クイーニーベル             | 牝4  | 1:43.64 | ブライス・ブランク       | ベン・セシル           |
| 2002年 | Azeri             | アゼリ                     | 牝4  | 1:41.10 | マイク・スミス           | ローラ・ドセルー       |
| 2003年 | Got Koko          | ガットココ                 | 牝4  | 1:42.92 | アレックス・ソリス       | ブルース・ヘッドリー   |
| 2004年 | Island Fashion    | アイランドファッション     | 牝4  | 1:43.43 | カーウィン・ジョン       | マルセロ・ポランコ     |
| 2005年 | Healthy Addiction | ヘルシーアディクション     | 牝4  | 1:43.23 | ギャレット・ゴメス       | ジョン・サドラー       |
| 2006年 | Healthy Addiction | ヘルシーアディクション     | 牝5  | 1:43.60 | ビクター・エスピノーザ   | ジョン・サドラー       |
| 2007年 | Tough Tiz's Sis   | タフティズシス             | 牝3  | 1:41.64 | ビクター・エスピノーザ   | ボブ・バファート       |
| 2008年 | Zenyatta          | ゼニヤッタ                 | 牝4  | 1:40.30 | マイク・スミス           | ジョン・シレフス       |
| 2009年 | Zenyatta          | ゼニヤッタ                 | 牝5  | 1:42.89 | マイク・スミス           | ジョン・シレフス       |
| 2010年 | Zenyatta          | ゼニヤッタ                 | 牝6  | 1:42.97 | マイク・スミス           | ジョン・シレフス       |
| 2011年 | Zazu              | ザズー                     | 牝3  | 1:41.59 | ジョエル・ロサリオ       | ジョン・サドラー       |
| 2012年 | Love and Pride    | ラヴアンドプライド         | 牝4  | 1:43.09 | マーティン・ガルシア     | トッド・プレッチャー   |
| 2013年 | Beholder          | ビホルダー                 | 牝3  | 1:42.11 | ゲイリー・スティーヴンス | リチャード・マンデラ   |
| 2014年 | Beholder          | ビホルダー                 | 牝4  | 1:42.19 | マイク・スミス           | リチャード・マンデラ   |
| 2015年 | Beholder          | ビホルダー                 | 牝5  | 1:42.83 | ゲイリー・スティーヴンス | リチャード・マンデラ   |
| 2016年 | Stellar Wind      | ステラーウインド           | 牝4  |         | ビクター・エスピノーザ   | ジョン・サドラー       |
| 2017年 | Paradise Woods    | パラダイスウッズ           | 牝3  |         | F.Prat                   | リチャード・マンデラ   |
| 2018年 | Vale Dori         | ヴァルドーリ               | 牝6  |         | J.Talamo                 | B.Baffert              |
| 2019年 | Paradise Woods    |                            | 牝5  |         | A.Cedillo                | J.Shirreffs            |
| 2020年 | Harvest Moon      |                            | 牝3  |         | F.Prat                   | S.Callaghan            |
| 2021年 | Private Mission   | プライベートミッション     | 牝3  | 1:43.77 | F.Prat                   | B.Baffert              |
| 2022年 | Midnight Memories | ミッドナイトメモリーズ     | 牝3  |         | R.Vazquez                | B.Baffert              |
| 2023年 | Adare Manor       |                            | 牝4  | 1:43.70 | J.Hernandez              | B.Baffert              |
| 2024年 | Sugar Fish        | シュガーフィッシュ         | 牝3  | 1:43.53 | T.Baze                   | J.Mullins              |